# Josef Ackermann (SA-Mitglied)

Josef Ackermann

Josef Ackermann (* 26. April 1905 in Arenberg bei Koblenz; † 5. März 1997 in Vallendar) war ein deutscher Kaufmann, Reichstagsabgeordneter der NSDAP und SA-Brigadeführer.

## Leben
Der Sohn eines Landwirts besuchte von 1911 bis 1919 die Volksschule und die kaufmännische Handelsschule. Nach dem Eintritt in die NSDAP zum 19. Oktober 1925 (Mitgliedsnummer 21.065) war er später als Gauredner der Partei tätig. Nach der „Machtergreifung“ der Nationalsozialisten war Ackermann ab 1936 Gauinspekteur unter Gauleiter Gustav Simon im Gau Koblenz-Trier, 1941 in Gau Moselland umbenannt. Dort war er von November 1942 bis Mai 1944 kommissarisch Gauhauptamtsleiter für Kommunalpolitik.
Nach der Besetzung Luxemburgs durch deutsche Truppen im Mai 1940 wurde Gauleiter Simon auch Chef der Zivilverwaltung (CdZ) in Luxemburg; dabei gehörte Ackermann zu Simons Stab in Luxemburg. Er war Leiter der Abteilung IV A, die sich mit der Arisierung jüdischen Vermögens beschäftigte. Ackermann war Mitglied der SA; in der SA wurde er am 9. November 1938 zum SA-Oberführer und am 9. November 1943 zum SA-Brigadeführer befördert. Am 9. Dezember 1941 erhielt Ackermann als Nachfolger von Detlef Dern aus Neuwied ein Mandat im Reichstag für den Wahlkreis 21 (Koblenz-Trier), nachdem er bereits 1936 und 1938 erfolglos für den Reichstag kandidiert hatte.
Im Frühjahr 1945 wurde Ackermann in Arenberg offenbar der Zutritt zu einem Luftschutzstollen verweigert, zuvor soll er einen verwundeten Soldaten der Wehrmacht angegriffen haben. Nach Kriegsende wurde er von den Alliierten interniert und kurze Zeit später an Luxemburg ausgeliefert. Nach Unterlagen der Ludwigsburger Zentralstelle wurde er am 21. Juli 1950 in Luxemburg zu zehn Jahren Zwangsarbeit verurteilt; durch einen Gnadenerlass vom 23. April 1951 wurde die Strafe auf sieben Jahre Zuchthaus herabgesetzt. Ackermann kehrte in der ersten Hälfte der 1950er Jahre nach Deutschland zurück, möglicherweise war die Internierungszeit auf die Haftstrafe angerechnet worden.